# Allée couverte von Grimolet

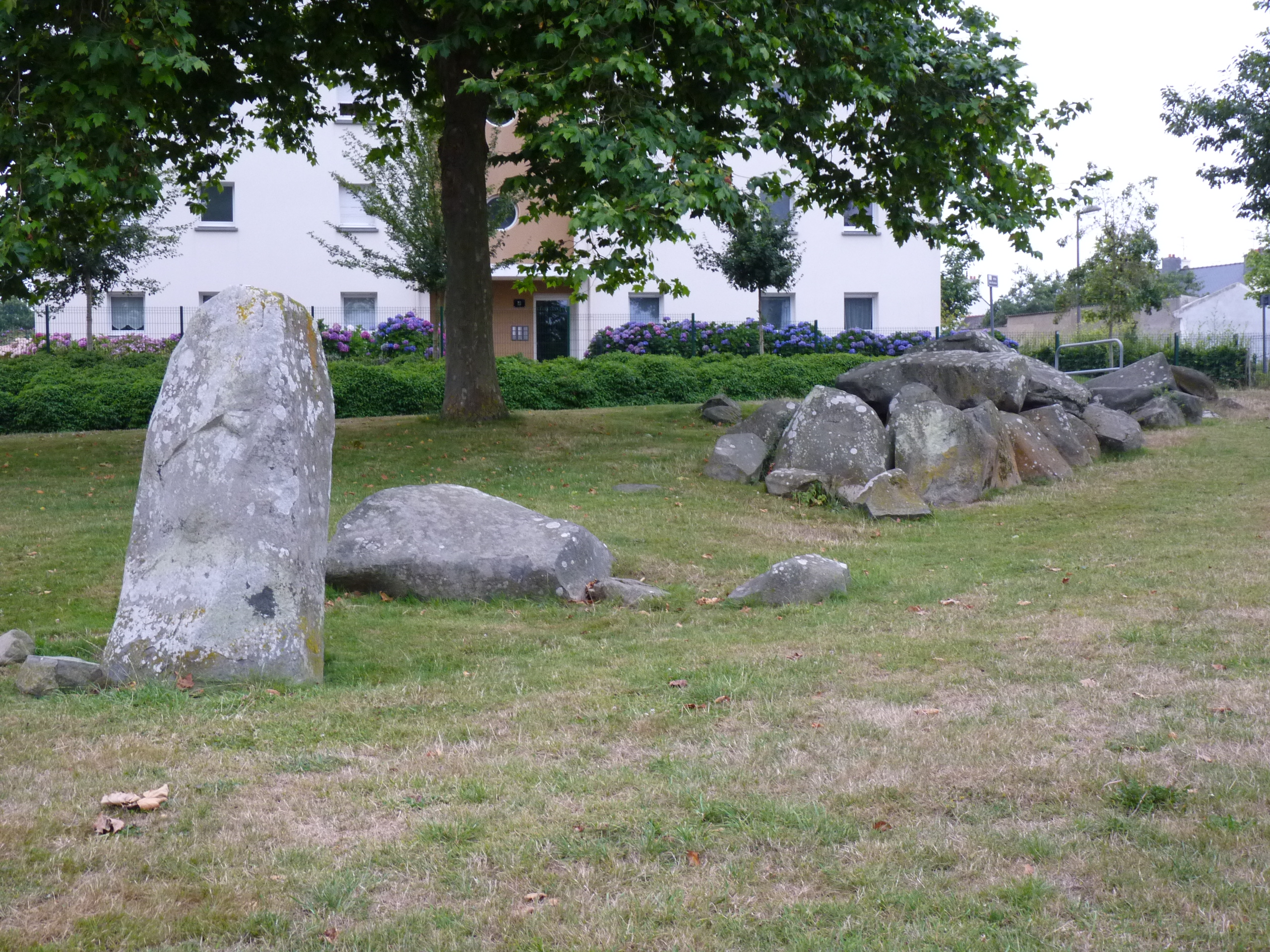
Allée couverte du Grimolet

Die Allée couverte von Grimolet (auch Allée couverte du bourg genannt) liegt in der Rue du Grimolet im Zentrum der Stadt Ploufragan im Département Côtes-d’Armor in der Bretagne in Frankreich. Das Monument besteht aus der Allée couverte und einem Menhir indicateur (Dolmenanzeiger) wie er insbesondere von der Anlage Les Pierres-Plates bekannt ist.
Die Megalithanlage mit einer Länge von 14 Metern besteht aus 24 Tragsteinen und zwei in situ befindlichen Decksteinen aus Dolerit. Es bestehen Zweifel über die Gegenwart einer Kammer. In der zweimal durchsuchten Anlage, wurden im Jahre 1948 lediglich drei Äxte und ein paar Scherben gefunden. 